# Железничка станица Вотерлу
Вотерлу (енгл. Waterloo) је једна од главних лондонских железничких станица и важан железнички чвор у лондонској општини Ламбет. Комплекс се састоји од четири добро умрежене станице. Станица носи име по победи над Наполеоном у бици код Вотерлуа.

## Главна железничка станица
Основна и најстарија станица у комплексу јесте оригинална Вотерлу станица (енгл. Waterloo Station) са које од њеног отварања, 11. јула 1848. полазе возови са велики број дестинација у Енглеској. Станицу је отворила тадашња железничка компанија - Лондон и југозападна железница. Почетна намера ове компаније није била да Вотерлу остане терминал, већ да се даљом изградњом линија продужи, те да возови настављају до Ситија. Ова некадашња станица је до краја 19. века тешко оронула и убрзо је донета одлука да се цела станица сруши и на њеном месту изгради нова. Изградња нове станице почела је 1900. и трајала је релативно дуго, све до 1922. Нова станица била је једна од највећих и најимпресивнијих у тадашњем Лондону. Са 21 пероном који су се простирали у ширину чак 250 метара, и адекватним димензијама станице и помоћних објеката, новоизграђени Вотерлу постаје једна од главних лондонских железничких станица. Међутим, колосална грађевина је за време бомбардовања Лондона у Другом светском рату претпела озбиљна оштећења и захтевала је темељну реконструкцију.
Одлуком британске владе о постепеној приватизацији Британских железница 90-их година прошлог века, целокупна инфраструктура (станице, тунели, пруге, мостови, семафори и друга сигнализација, али не и возни парк) те државне компаније пребачена је на Рејлтрек (енгл. Railtrack) који је касније преиманован и докапитализован до данашњег Нетворк Рејла (енгл. Network Rail). Станица је у власништву Нетворк Рејла који је задужен за менаџмент и одржавање станице, док су сви поласци са станице они компаније Саут Вест трејнс (енгл. South West Trains).
Поласци су углавном за југозапад Енглеске као и нека насеља на периферији Лондона. Кроз станицу годишње прође 62,388 милиона људи (2004/2005). У употреби је 19 перона.
У новије време, поготову отварањем Вотерлу Интернашонала, и основна станица је знатно модернизована и на њој је отворен низ продавница целом ширином станице. Путницима су на располагању бројне продавнице, ресторани брзе хране, кафеи исл. Станица се налази у првој зони (по Травелкард систему), у близини строгог центра Лондона, а осим станице лондонског метроа која је у склопу комплекса, бројне аутобуске линије као и такси станица омогућују путницима лак превоз до било ког другог дела града.

## Међународна Вотерлу станица
Међународна Вотерлу станица или Вотерлу Интернашонал (енгл. Waterloo International) придружена је главној Вотерлу станици, има сопствено подручје за поласке и доласке, засебне прекривене пероне и друге помоћне објекте. У власништву је Еуростара који њоме управља и организује поласке за Француску и Белгију.
Изградња станице почела је раних 90-их и поверена је тиму познатих архитеката. Уз трошкове од 130 милиона фунти, станица је завршена 1994. и од отварања добила је бројне награде и признања за архитектонска решења. Посебно је импозантан наткривени део перона направљен од масивних лукова различитих димензија са великим стаклен и призмоидним површинама између лукова.
Еуростар возови са станице полазе редовно неколико пута дневно. У склопу станице је и гранични прелаз где се путницима контролишу путне исправе из практичних разлога јер је граница коју воз прелази симболична, и налази се у тунелу испод Ламанша.
Будућност Вотерлу Интернашонала је неизвесна. Наиме, због застареле инфраструктуре пруге коју Еуростар возови тренутно морају да користе на приласку Лондону неопходно је да смање брзину далеко испод могућности возова а неретко и да пропусте други локални железнички саобраћај. Из овог разлога покренут је пројекат стварања директне линије између британске стране тунела и станице Св. Панкрас. Завршетком овог пројекта 2007. постојање Вотерлу Интерншнала ће бити непотребно јер ће сви Еуростар возови саобраћати до Св. Панкраса. Еуростар ће предати власнипштво над станицом Министарству саобраћаја које ће затим одлучити о будућности станице.
Саут Вест трејнс разматра могућност куповине ове станице коју би затим била прилагођена потребама ове компаније, највероватније за поласке на дугим релацијама. Иако је компанија у начелу заинтеросавана за преузимање, трошкови реконструкције станице и прилагођавања пруге и друге инфраструктуре својим потребама су веома високи и у великој мери одвраћају Саут Вест трејнс од овог корака. Постоје и шпекулације да ће, уколико станицу не преузме поменута компанија, Вотерлу Интернашонал бити угашен и претворен у комплекс зграда са тржним центром и пословним просторијама.

## Вотерлу Исток
Станица Вотерлу Исток (енгл. Waterloo East) отворена је 1869. Отворила ју је конкурентска компанија Саут Истерн Рејлвејз у непосредној близини оригиналне станице и по отварању носила је име Вотерлу Џункшн (енгл. Waterloo Junction). У то време била је пракса да конкурентске компаније отварају станице у близини већ познатих и прометних станица како би привукли број путника на своје линије. Станица је 1935. преименована у Waterloo Eastern да би у мају 1977, коначно добила данашње име.
Вотерлу Исток је са главном станицом повезана пешачким мостом који прелази преко Вотерлу Роуд улице. Вотерлу Исток се налази на линији између Черинг Кроса и Таурбриџа, која је повезана са централном линијом за све возове ка Кенту. Популарна је транзитна станица и опслужују је линије две компаније - Саутистерн и Саутерн. Има 4 перона. Станице је у власништву Нетворк Рејла али се менаџментом станице бави подружница Саутистерна.
Кроз станицу годишње прође 4,905 милиона путника (2004/2005). Од 1999. осим везе са главном Вотерлу станицом постоји и конекција са Садарк станицом метроа.

## Вотерлу метро станица
Вотерлу метро станица (енгл. Waterloo Tube Station/Waterloo Underground Station) је веома разграната станица подземне, повезана са главном Вотерлу станицом и улазима ван главне станице. Изградња подземних станица везана је за развој одговарајућих линија подземне. Прву станицу овог типа отворила је Вотерлу и Сити железница 8. августа 1898. Ова линија је била остварења замисли да се повеже Вотерлу железничка станица са Ситијем. Друге станице отваране су 10. марта 1906. и 13. септембра 1926. за Бејкерлу и Нордерн линије. Станица на Џубили линији отворена је 20. новембра 1999. у склопу пројекта екстензије Џубили линије.
Комплекс подзмених станица опслужује укупно четири линије: Вотерлу и Сити, Нордерн, Бејкерлу и Џубили. Станица Џубили линије одвојена је од станице за Нордерн и Бејкерлу линије, односно налазе се на супротним странама и одваја их 140 метара. Повезане су покретним тракама. Станице се налазе у првој зони Травелкарда.
Кроз Вотерлу метро станицу (заправо комплекс подземних станица) годишње прође 68,427 милиона путника. У употреби је укупно 8 перона, по два за сваку линију.
| Претходна станица | Линија метроа | Линија метроа  | Линија метроа | Следећа станица |
| ----------------- | ------------- | -------------- | ------------- | --------------- |
| Имбекмент         |               | Бејкерлу       |               | Ламбет Норт     |
| Имбекмент         |               | Северна        |               | Кенингтон       |
| терминус          |               | Вотерлу и Сити |               | Бенк            |
| Вестминстер       |               | Џубили         |               | Садарк          |